# George Montgomery
George Montgomery (ur. 1562?, zm. 1621) – szkocki duchowny anglikański. 

## Życiorys
George Montgomery urodził się w North Ayrshire. Data jego narodzin jest niepewna. Jedni ustalają ją na rok 1562, inni na dopiero rok 1569. Był drugim synem Adama Montgomery'ego, piątego lairda (dziedzica) Braidstane i nieznanej z imienia kobiety, córki Johna Montgomery'ego, czwartego lairda Hazlehead. Na krótko przed tym, jak tron Anglii objął Jakub I Stuart (nazywany w Szkocji Jakubem VI), George Montgomery został rektorem Chedsey w hrabstwie Somerset. Wtedy ożenił się po raz pierwszy z Susan Steynings. Miał z nią córkę o imieniu Jane. Król mianował go też dziekanem Norwich. Stanowisko to zajmował od 1603 do 1614 roku. Po śmierci pierwszej żony w 1614 roku ożenił się po raz drugi z Elizabeth Brabazon. George Montgomery zmarł w Londynie w 1620 lub 1621 roku. Jego nagrobek znajduje się w kościele w Ardbraccan. Zawiera on rzeźby przedstawiające biskupa, jego żonę i córkę. 

## Misja w Irlandii
W 1605 król mianował George'a Montgomery'ego biskupem diecezji Clogher, Derry i Raphoe w Ulsterze. W ten sposób duchowny stał się pierwszym ewangelickim biskupem w Irlandii.